# RB1 (restaurangvagn)
RB1, tidigare B1c, var en typ av restaurangvagn som var av 1960-talstyp och tillverkades av Kalmar Verkstads AB (KVAB)  för Statens Järnvägar 1968–1969. Vagnarnas utrymme upptogs mest av kök och matsal men det fanns även en mindre andraklassavdelning. På 1990-talet ombyggdes vagnarna till rena restaurangvagnar littera R2.